# اچ‌ام‌اس اسپیرفیش (۶۹اس)

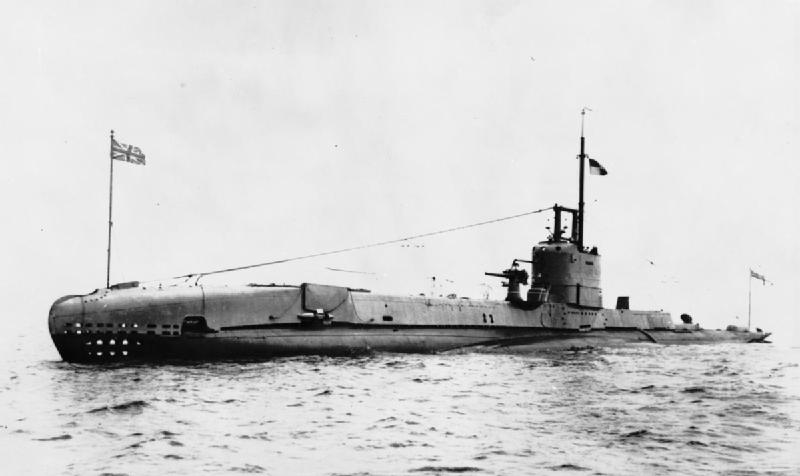
اچ ام اس اسپیرفیش

اچ‌ام‌اس اسپیرفیش (۶۹اس) (به انگلیسی: HMS Spearfish (69S)) یک زیردریایی بود که طول آن ۲۰۸ فوت ۹ اینچ (۶۳٫۶۳ متر) بود. این زیردریایی در سال ۱۹۳۶ ساخته شد.